# Залужье (Берёзовский район)
Залужье (бел. Залужжа) — деревня в Берёзовском районе Брестской области Белоруссии. Входит в состав Малечского сельсовета.

## География
Деревня находится в центральной части Брестской области, при автодороге Н-85, на расстоянии приблизительно 16 километров (по прямой) к юго-западу от города Берёза, административного центра района. Абсолютная высота — 155 метров над уровнем моря. Площадь населённого пункта — 0,4345 км².

## История
По состоянию на 1905 год, в Залужье проживало 510 человек. В административном отношении деревня входила в состав Малечской волости Пружанского уезда Гродненской губернии.
Согласно Рижскому мирному договору (1921), деревня вошла в состав межвоенной Польши. Входила в состав гмины Малеч Пружанского повета Полесского воеводства Польши. В 1921 году числился 151 житель, проживавший в 32 домах. В этническом составе населения того периода поляки составляли 59 % и белорусы — 41 %. В конфессиональном составе населения преобладали православные христиане (70 %) и католики — 30 %.
С 1939 года в БССР, с 1940 года деревня в составе Малечского сельсовета.

## Население
По данным переписи 2019 года, в деревне проживало 47 человек.
| Год  | Население, человек |
| ---- | ------------------ |
| 1905 | 510                |
| 1921 | ↘ 151              |
| 2009 | ↘ 42               |
| 2019 | ↗ 47               |